# David di Donatello 2014
La 59a edició dels premis David di Donatello, concedits per l'Acadèmia del Cinema Italià va tenir lloc el 10 de juny de 2014 a Roma. La gala fou presentada per Paolo Ruffini i Anna Foglietta i transmesa en directe pel canal Rai Movie i en diferit a Rai1. Les candidatures es van fer públiques el 12 de maig.

## Guanyadors

### Millor pel·lícula
- Il capitale umano, dirigida per Paolo Virzì
- La grande bellezza, dirigida per Paolo Sorrentino
- La mafia uccide solo d'estate, dirigida per Pierfrancesco Diliberto
- La sedia della felicità, dirigida per Carlo Mazzacurati
- Smetto quando voglio, dirigida per Sydney Sibilia

### Millor director
- Paolo Sorrentino - La grande bellezza
- Carlo Mazzacurati - La sedia della felicità
- Ferzan Özpetek - Allacciate le cinture
- Ettore Scola - Che strano chiamarsi Federico
- Paolo Virzì - Il capitale umano

### Millor director novell
- Pierfrancesco Diliberto - La mafia uccide solo d'estate
- Valeria Golino - Miele
- Fabio Grassadonia i Antonio Piazza - Salvo
- Matteo Oleotto - Zoran, il mio nipote scemo
- Sydney Sibilia - Smetto quando voglio

### Millor argument
- Francesco Piccolo, Francesco Bruni, Paolo Virzì - Il capitale umano
- Paolo Sorrentino, Umberto Contarello - La grande bellezza
- Michele Astori, Pierfrancesco Diliberto, Marco Martani - La mafia uccide solo d'estate
- Francesca Marciano, Valia Santella, Valeria Golino - Miele
- Valerio Attanasio, Andrea Garello, Sydney Sibilia - Smetto quando voglio

### Millor productor
- Nicola Giuliano, Francesca Cima per Indigo Film - La grande bellezza
- Per Indiana Production Fabrizio Donvito, Benedetto Habib, Maco Cohen, coproductors der Manny Films Philippe Gompel, Birgit Kemner, amb Rai Cinema i Motorino Amaranto - Il capitale umano
- Mario Gianani, Lorenzo Mieli per Wildside con Rai Cinema - La mafia uccide solo d'estate
- Riccardo Scamarcio, Viola Prestieri per Buena Onda Film amb Rai Cinema - Miele
- Massimo Cristaldi, Fabrizio Mosca - Salvo
- Domenico Procacci, Matteo Rovere amb Rai Cinema - Smetto quando voglio

### Millor actriu
- Valeria Bruni Tedeschi - Il capitale umano
- Paola Cortellesi - Sotto una buona stella
- Sabrina Ferilli - La grande bellezza
- Kasia Smutniak - Allacciate le cinture
- Jasmine Trinca - Miele

### Millor actor
- Toni Servillo - La grande bellezza
- Giuseppe Battiston - Zoran, il mio nipote scemo
- Fabrizio Bentivoglio - Il capitale umano
- Carlo Cecchi - Miele
- Edoardo Leo - Smetto quando voglio

### Millor actriu no protagonista
- Valeria Golino - Il capitale umano
- Claudia Gerini - Tutta colpa di Freud
- Paola Minaccioni - Allacciate le cinture
- Galatea Ranzi - La grande bellezza
- Milena Vukotic - La sedia della felicità

### Millor actor no protagonista
- Fabrizio Gifuni - Il capitale umano
- Valerio Aprea - Smetto quando voglio
- Giuseppe Battiston - La sedia della felicità
- Libero De Rienzo - Smetto quando voglio
- Stefano Fresi - Smetto quando voglio
- Carlo Verdone - La grande bellezza

### Millor músic
- Pivio e Aldo De Scalzi - Song'e Napule
- Pasquale Catalano - Allacciate le cinture
- Lele Marchitelli - La grande bellezza
- Umberto Scipione - Sotto una buona stella
- Carlo Virzì - Il capitale umano

### Millor cançó original
- A' verità - música de Francesco Liccardo, Rosario Castagnola, lletra de Francesco Liccardo, Sarah Tartuffo, Alessandro Nelson Garofalo, interpretada per Franco Ricciardi - Song'e Napule
- I'm Sorry - lletra i música de Giacomo Vaccai, interpretata da Jackie O'S Farm - Il capitale umano
- A malìa - lletra i música de Dario Sansone, interpretata da Foja - L'arte della felicità
- Tosami lady - lletra i música de Santi Pulvirenti, interpretada per Domenico Centamore - La mafia uccide solo d'estate
- Smetto quando voglio - lletra i música de Domenico Scardamaglio, interpretada per Scarda - Smetto quando voglio
- Dove cadono i fulmini - lletra, música i interpretació d'Erica Mou - Una piccola impresa meridionale

### Millor fotografia
- Luca Bigazzi - La grande bellezza
- Jérôme Alméras - Il capitale umano
- Daniele Ciprì - Salvo
- Gian Filippo Corticelli - Allacciate le cinture
- Gergely Poharnok - Miele

### Millor escenografia
- Stefania Cella - La grande bellezza
- Giancarlo Basili - Anni felici
- Marco Dentici - Salvo
- Marta Maffucci - Allacciate le cinture
- Mauro Radaelli - Il capitale umano

### Millor vestuari
- Daniela Ciancio - La grande bellezza
- Maria Rita Barbera - Anni felici
- Alessandro Lai - Allacciate le cinture
- Bettina Pontiggia - Il capitale umano
- Cristiana Ricceri - La mafia uccide solo d'estate

### Millor maquillatge
- Maurizio Silvi - La grande bellezza
- Dalia Colli - La mafia uccide solo d'estate
- Paola Gattabrusi - Anni felici
- Caroline Phillipponnat - Il capitale umano
- Ermanno Spera - Allacciate le cinture

### Millor perruqueria
- Aldo Signoretti - La grande bellezza
- Francesca De Simone - Allacciate le cinture
- Stéphane Desmarez - Il capitale umano
- Massimo Gattabrusi - Anni felici
- Sharim Sabatini - La sedia della felicità

### Millor muntatge
- Cecilia Zanuso - Il capitale umano
- Giogiò Franchini - Miele
- Patrizio Marone - Allacciate le cinture
- Cristiano Travaglioli - La grande bellezza
- Gianni Vezzosi - Smetto quando voglio

### Millor enginyer de so directe
- Roberto Mozzarelli - Il capitale umano
- Maurizio Argenterie - Anni felici
- Angelo Bonanni - Smetto quando voglio
- Emanuele Cecere - La grande bellezza
- Marco Grillo, Mirco Pantalla - Allacciate le cinture

### Millors efectes especials visuals
- Rodolfo Migliari, Luca Della Grotta per Chromatica - La grande bellezza
- EDI Effetti Digitali Italiani - Il capitale umano
- Paola Trisoglio, Stefano Marinoni per Visualogie - La mafia uccide solo d'estate
- Rodolfo Migliari per Chromatica - Smetto quando voglio
- Palantir Digital - Song'e Napule

### Millor documental
- Stop the Pounding Heart, dirigida per Roberto Minervini
- Dal profondo, dirigida per Valentina Pedicini
- Il segreto, dirigida per Cyop & Kaf
- In utero Srebrenica, dirigida per Giuseppe Carrieri
- L'amministratore, dirigida per Vincenzo Marra
- Sacro GRA, dirigida per Gianfranco Rosi

### Millor curtmetratge
- 37°4 S, dirigida per Adriano Valerio
- A passo d'uomo, dirigida per Giovanni Aloi
- Bella di notte, dirigida per Paolo Zucca
- Lao, dirigida per Gabriele Sabatino Nardis
- Non sono nessuno, dirigida per Francesco Segrè

### Millor pel·lícula de la Unió Europea
- Philomena, dirigida per Stephen Frears
- Ida, dirigida per Paweł Pawlikowski
- La vida d'Adèle (La Vie d'Adèle - Chapitres 1 & 2), dirigida per Abdellatif Kechiche
- Still Life, dirigida per Uberto Pasolini
- La Vénus à la fourrure, dirigida per Roman Polański

### Millor pel·lícula estrangera
- The Grand Budapest Hotel', dirigida per Wes Anderson
- 12 anys d'esclavitud (12 Years a Slave), dirigida per Steve McQueen
- American Hustle, dirigida per David O. Russell
- Blue Jasmine, dirigida per Woody Allen
- The Wolf of Wall Street, dirigida per Martin Scorsese

### Premi David Jove
- La mafia uccide solo d'estate, dirigida per Pierfrancesco Diliberto
- Il capitale umano, dirigida per Paolo Virzì
- La grande bellezza, dirigida per Paolo Sorrentino
- Sole a catinelle, dirigida per Gennaro Nunziante
- Tutta colpa di Freud, dirigida per Paolo Genovese

### David especial
- Sophia Loren, per la seva interpretació a Voce umana di Edoardo Ponti
- Marco Bellocchio, a la carrera
- Andrea Occhipinti, per la seva empenta en la distribució cinematogràfica
- Carlo Mazzacurati, a la carrera (pòstum)
- Riz Ortolani, a la carrera (pòstum)